# Xyrdectes chileno
Xyrdectes chileno är en insektsart som beskrevs av Rentz, D.C.F. och Gurney 1985. Xyrdectes chileno ingår i släktet Xyrdectes och familjen vårtbitare. Inga underarter finns listade i Catalogue of Life.